# (5224) Abbe
(5224) Abbe ist ein Hauptgürtelasteroid, der am 21. Februar 1982 von Freimut Börngen in Tautenburg entdeckt wurde.
Er wurde 1992 anlässlich des ersten Treffens der Astronomischen Gesellschaft im wiedervereinten Deutschland zu Ehren von Ernst Abbe (1840–1905) benannt.